# Макмиллан, Шэннон
Шэннон Энн Макмиллан (англ. Shannon Ann MacMillan; род. 7 октября 1974, Сайоссет, Нью-Йорк) — американская футболистка, игравшая на позициях нападающего и полузащитника. Чемпионка мира (1999) и Олимпийских игр (1996) в составе сборной США, в составе которой провела более 170 матчей и забила 60 мячей, в том числе в полуфинале и финале Олимпийских игр 1996 года. Футболистка года (2002) по версии Федерации футбола США. В годы учёбы в Портлендском университете — лучший бомбардир I дивизиона NCAA (1993), лауреат Херманн Трофи как лучшая студентка-футболистка США (1995). Член Национального зала футбольной славы (2016).

## Игровая карьера
Родилась в Сайоссете (Нью-Йорк). До 4 лет жила на Лонг-Айленде, после чего перебралась с семьёй в Калифорнию. В середине 1980-х годов жила и училась в Смиттауне (Нью-Йорк), по окончании 7-го класса в 1988 году снова вернувшись в Калифорнию.
В 1992 году поступила в Портлендский университет, где училась на протяжении 4 лет, представляя вузовскую команду в I дивизионе NCAA. В первый год в составе сборной университета забила 19 голов, став самой результативной первокурсницей I дивизиона и четвёртой в общем списке бомбардиров сезона. Включена во 2-ю символическую сборную NCAA. Во второй год учёбы стала лучшим бомбардиром I дивизиона с 23 голами и 12 результативными передачами, была включена в 1-ю символическую сборную NCAA и стала финалисткой голосования по претендентам на Херманн Трофи — приз лучшему игроку студенческого футбола в США — среди женщин. В третий год, несмотря на перелом пальца на ноге, заставивший Макмиллан пропустить 4 игры, она забила 22 гола и снова стала членом 1-й сборной NCAA и финалисткой голосования по Херманн Трофи. Наконец, в последний год учёбы провела в ворота соперниц 23 мяча и сделала 16 результативных передач, в третий раз подряд попав в 1-ю символическую сборную NCAA и завоевав Херманн Трофи. В общей сложности за 4 года в составе сборной Портлендского университета забила 87 мячей и отдала 45 результативных пасов, по обоим показателям занимая одно из первых мест за всю историю команды.
На тренировочные сборы национальной команды США Макмиллан впервые пригласили в 1993 году, а на поле в составе сборной она впервые вышла годом позже. Первоначально молодая футболистка не попала в число 14 полевых игроков, отобранных для участия в Олимпийских играх в Атланте. Затем, однако, из-за трудового конфликта несколько игроков отказались выступать за сборную. В результате по согласованию с капитаном команды Джули Фауди Макмиллан была приглашена в сборную. На Олимпиаде забила второй мяч в победном матче группового этапа против сборной Швеции, окончившемся со счётом 2:1. В полуфинале со сборной Норвегии при счёте 1:1 вышла на замену на 6-й минуте овертайма, заняв место Тиффени Милбретт, и через 4 минуты с передачи Фауди забила «золотой гол», который вывел американок в финал. В матче за чемпионское звание с китаянками открыла счёт на 19-й минуте; сборная КНР позже отыгралась, но хозяйки турнира добились победы после гола Милбретт.
В 1999 году Макмиллан завоевала со сборной США также звание чемпионки мира, хотя не проводила на поле много времени (получив в прессе прозвище «supersub», с англ. — «суперзамена»). Наиболее значительным её вкладом в общую победу стал угловой удар в четвертьфинальном матче против сборной Германии, после которого Джой Фосетт переправила ставший решающим мяч в ворота соперниц. На следующий год стала серебряным призёром Олимпийских игр в Сиднее.
Макмиллан была одной из основательниц профессиональной Женской объединённой футбольной ассоциации (WUSA), в чемпионате которой играла за клуб «Сан-Диего Спирит». В 2002 году провела наиболее удачный сезон в составе сборной США, забив 17 мячей. По итогам сезона была признана Федерацией футбола США футболисткой года. В мае 2003 года порвала переднюю крестообразную связку, досрочно прервав третий сезон WUSA (последний в истории лиги); к этому моменту за два с половиной сезона провела за «Сан-Диего» 18 мячей и сделала 17 результативных передач. Сумела оправиться от травмы достаточно быстро, чтобы принять со сборной США участие в чемпионате мира 2003 года, где провела 2 игры. В 2004 году была включена в качестве запасного игрока в состав национальной сборной на Олимпиаду в Афинах, но на поле не выходила. В общей сложности за карьеру в сборной США сыграла 176 матчей и забила 60 голов.

## Дальнейшая карьера
В 2007 году стала помощником главного тренера футбольной сборной Калифорнийского университета в Лос-Анджелесе Джилл Эллис. Провела в университете два года, после чего приняла приглашение занять пост исполнительного директора молодёжного клуба «Дель-Мар Кармел Валли Шаркс» из Сан-Диего. Продолжала руководить этим клубом более десятка лет. Со сборной UCLA дважды подряд пробивалась в Финал четырёх I дивизиона NCAA. С 2020 года входит в техническую команду мужского футбольного клуба «Сан-Диего Лойал», выступающего в лиге высшей лиге ЮСЛ. Первоначально вице-президент и менеджер клуба Лэндон Донован приглашал Макмиллан на пост помощника главного тренера, но в итоге она заняла должность старшего консультанта.
Помимо работы с клубами, выступает в качестве футбольного комментатора на телевизионных каналах Fox Soccer и ESPN; среди прочего, вела трансляции как комментатор-аналитик с чемпионатов мира среди девушек в возрасте до 17 и до 20 лет.

## Достижения и награды
- Олимпийская чемпионка (1996), серебряный призёр Олимпийских игр (2000).
- Чемпионка (1999) и бронзовый призёр (2003)[7] чемпионата мира по футболу.
- Лучший бомбардир I дивизиона NCAA (1993).
- Обладатель Херманн Трофи (1995).
- Футболистка года в США (2002).
- Член Брейтбартовского зала чемпионов (Сан-Диего, 2008)[7].
- Член Зала спортивной славы Портлендского университета (2014)[4].
- Член Национального зала футбольной славы (2016)[6].